# Ana Bustelo
Ana Bustelo Tortella (París, Francia, 15 de marzo de 1964) es una  editora, correctora, traductora, redactora y asesora editorial española.

## Formación
Licenciada en Historia Contemporánea en la Universidad Complutense de Madrid. Estudió en 1990 Literatura inglesa y Traducción en el Instituto Británico de Madrid, donde obtuvo un título de Traducción por la Universidad de Cambridge.
Realizó un master en Periodismo en la Universidad de Boston, Estados Unidos, en el año 1992. En esta ciudad trabajó como redactora y traductora de lengua española.
En 2015 obtuvo un Posgrado Community Manger y Marketing Digital. AulaCM e Instituto Inesdi, Madrid.
En 2019 realizó un curso de Formación de Profesores de Español como Lengua Extranjera en International House, Madrid.

## Trayectoria profesional (selección)
Concluida su primera etapa de formación, en 1988 obtuvo su primer trabajo en Madrid en Historia 16, perteneciente al Grupo 16, allí aprendió el trabajo de editor, ocupándose de la corrección y edición de textos de los libros que se publicaban en la editorial Historia 16. Tras varios años en esta editorial, y algunos ejerciendo de autónoma, retomó la labor de editora para las colecciones de no ficción del sello Cátedra, en el Grupo editorial Anaya, especializándose en arte, cine y música.  
Años después cambió de editorial para trabajar en Taurus, sello que entonces pertenecía al Grupo Santillana y que después se integró en Penguin Random House.
La última editorial en la que trabajó fue Editorial Planeta donde, entre 2007 y 2014, publicó a múltiples autores en diversas áreas como literatura o política. En esta última colaboró con políticos relevantes de la transición española en la edición de sus libros tales como Juan Carlos Rodríguez Ibarra, Rosa Díez, Santiago Carrillo y Manuel Fraga, entre otros. 
Ha impartido cursos de Edición y Corrección en la Universidad Complutense de Madrid, en El Instituto Superior del Arte, El Taller de los Libros y en La Plaza de Poe, entre otros.
Posteriormente, continúa con su labor de editora autónoma, colaborando con diversas empresas y editoriales para las que realiza traducciones y ediciones además de ser un apoyo teórico-técnico para  aquellos autores en su proceso de publicar.

## Publicaciones
«Here's to you, Mrs. Hutchinson», Tint Archivado el 6 de diciembre de 2022 en Wayback Machine., Fall 2020. 
«Enseñar y entretener», Historia 16, 236, diciembre de 1995. 
«Arte y Tecnología», Historia 16, 229, mayo de 1995.
«Las comunicaciones en España», Historia 16, 221, septiembre de 1994.
«Bantustán, tierra de negros», Historia 16, 217, mayo de 1994.
«A Question of Ethnicity», The Boston Globe, 23 de agosto de 1992. 
«Entrevista a Natalie Zemon Davis», con Asunción Doménech, Historia 16, 176, diciembre de 1990.
El alma moderna y otros cuentos, de Katherine Mansfield, Libros del Zorro Rojo, traducido del inglés Ana Bustelo Tortella, 2022.
El chivo expiatorio de Hitlerː La historia de Herschel Grynzpan y el inicio del Holcausto de Stephen Koch, Galaxia Gutenberg, traducido del inglés por Ana Bustelo Tortella, 2020
La librería, Penélope Fitzgerald, Impedimenta, traducido del inglés por Ana Bustelo Tortella, 2010.
Una pequeña historia de la religión (ensayo) de Richard Holloway, Galaxia Gutenberg, traducido del inglés por Ana Bustelo Tortella, 2017.